# بيت غراي
بيت غراي (بالإنجليزية: Pete Gray)‏ هو لاعب كرة قاعدة أمريكي، ولد في 6 مارس 1915 في نانتيكوك في الولايات المتحدة، وتوفي بنفس المكان في 30 يونيو 2002.

## وصلات خارجية
- بيت غراي على موقعبيزبول رفرنس.كوم (الدوري الرئيسي) (الإنجليزية)
- بيت غراي على موقعبيزبول رفرنس.كوم (الدوري الثانوي) (الإنجليزية)
- بيت غراي على موقع إي إس بي إن.كوم (أم.أل.بي) (الإنجليزية)
- بيت غراي على موقع مشجعي الرسوم البيانية (الإنجليزية)
- بيت غراي على موقع بوكس ريك (الإنجليزية) (registration required)